# K2 (Spiel)
K2 ist ein strategisches Brettspiel des Spieleautors Adam Kałuża für bis zu fünf Personen aus dem Jahr 2010. Das Spiel erschien bei dem polnischen Spieleverlag Rebel Sp. z o.o. und wurde infolge seines Erfolges international bei verschiedenen Verlagen aufgelegt. Es war 2011 sowohl für den International Gamers Award in der Kategorie Mehrspieler-Strategiespiele als auch für den Niederländischen Spielepreis nominiert, 2012 erfolgte eine Nominierung für das Kennerspiel des Jahres. In dem Spiel versuchen die Mitspieler jeweils, den Aufstieg auf den K2, den nach dem Mount Everest höchsten Berg der Welt, zu meistern.

## Thema und Ausstattung
Der Name K2 leitet sich von dem gleichnamigen Berggipfel K2 im Himalaya ab. Dabei handelt es sich mit 8611 Metern Höhe um den zweithöchsten Gipfel der Welt nach dem Mount Everest und er wird unter Bergsteigern als am schwierigsten zu besteigender Berggipfel aller Achttausender betrachtet. In dem Spiel versuchen die Mitspieler jeweils ihr Team in einer Bergsteiger-Expedition auf den Gipfel des K2 zu führen und dabei gegen die Teams der anderen Mitspieler zu bestehen.
Das Spielmaterial besteht neben der Spieleanleitung aus:
- einem doppelseitigen Spielplan mit einer leichteren (Sommer) und einer schwierigeren (Winter) Aufstiegsroute,
- 12 Wetterplättchen, je sechs für den Sommer und den Winter,
- einem Wettermarker,
- einem Startspielermarker,
- fünf Spielertafeln in fünf Farben,
- 20 Bergsteiger-Figuren mit jeweils vier Figuren in fünf Farben,
- 10 Zelte mit jeweils zwei Zelten in fünf Farben,
- 10 Akklimatisierungsmarker mit jeweils zwei Markern in fünf Farben,
- 90 Karten, dabei fünf Sets mit je 18 Karten in fünf Farben,
- fünf Rettungskarten,
- 20 Risikomarker mit den Werten 0, -1 und -2.

## Spielweise

### Spielvorbereitung
Zur Spielvorbereitung wird der Spielplan mit der ausgewählten Seite nach oben in der Tischmitte platziert. Jeder Spieler bekommt eine Spielertafel, ein Kartenset und die verschiedenen Figuren und Marker der ausgewählten Farbe. Die Spielertafel wird vor den jeweiligen Spielern ausgelegt und die beiden Aklimatisierungsmarker kommen jeweils auf die 1 der dortigen Zählleiste. Danach stellen die Mitspieler je zwei verschiedenförmige Bergsteigerfiguren auf das Startfeld des Spielplans am Fuß des Berges und auf das unterste Feld der Siegpunktleiste. Je nach gewähltem Schwierigkeitsgrad werden die Wetterplättchen für den Sommer oder den Winter gewählt, zwei der Plättchen werden offen über dem Spielplan platziert und die restlichen Plättchen kommen unter das zweite offene Plättchen. Der Wettermarker kommt auf das Feld für den ersten Tag. Die Risikomarker werden gemischt und verdeckt neben den Spielplan gelegt, drei der Plättchen werden aufgedeckt. Die Spieler mischen ihre Karten und nehmen sich von diesen sechs als Handkarten. Zuletzt wird ein Startspieler bestimmt, der den entsprechenden Marker erhält.

### Spielgeschehen
Das Spiel verläuft über insgesamt 18 Runden, die einer 18-tägigen Expedition entsprechen. Jede Runde besteht aus fünf Phasen und beginnt mit der Kartenwahl, bei der alle Spieler je drei ihrer sechs Handkarten auswählen und diese verdeckt vor sich ablegen und dann gemeinsam aufdecken. Danach addieren sie die Bewegungspunkte ihrer ausgelegten Karten, wobei bei Seilkarten nur die „Aufwärts“-Punkte gezählt und Akklimatisierungskarten nicht berücksichtigt werden. Der Spieler, der die meisten Bewegungspunkte ausliegen hat, wählt einen der offen liegenden Risikomarker und legt ihn neben seine offenen Karten; bei einem Gleichstand bekommt kein Spieler einen Risikomarker.
In der anschließenden Aktionsphase spielen die Spieler nacheinander beginnend mit dem Startspieler reihum. Während ihrer Aktionen können die Spieler jeweils mehrere Aktionen ausführen, wenn sie die dafür benötigten Karten ausliegen haben. Dabei können sie:
- Bergsteiger bewegen: Ein Spieler kann einen Bergsteiger um die auf seinen Bewegungskarten angegebenen Bewegungspunkte aufwärts oder abwärts bewegen, wobei die Bewegungskosten für die verschiedenen Felder auf dem Spielplan unterschiedlich sind. Dabei sind die Felder mit dem Karabinerhaken immer höher als die mit dem anderen Seilende. Jede Bewegung von einem auf ein anderes Feld kostet mindestens einen Bewegungspunkt, höhere Bewegungskosten sind entsprechend angegeben. Aufwärtspunkte auf einer Seilkarte können sowohl aufwärts als auch abwärts genutzt werden, Abwärtspunkte nur abwärts; es dürfen allerdings in einem Zug nur entweder die Aufwärts- oder die Abwärtspunkte einer Seilkarte genutzt werden. Die Bewegungspunkte einer Karte dürfen nicht auf verschiedene Bergsteiger aufgeteilt werden und sie müssen auch nicht vollständig genommen werden. Je nach Höhe dürfen sich nach dem Zug auch nur eine bestimmte Anzahl von Bergsteigern aufhalten, vorgegeben ist die Maximalzahl auf dem Spielplan.
- Siegpunkte verzeichnen: Je nach Höhe werden die auf dem erreichten Feld angegebenen Siegpunkte durch die Bergsteiger auf der Siegpunktleiste verzeichnet. Dies geschieht nur beim Aufstieg, nicht beim Abstieg.
- Erhöhung der Akklimatisierung: Durch das Abrechnen von Akklimatisierungskarten wird der Akklimatisierungsmarker auf der Spielertafel um die entsprechende Anzahl der Punkte erhöht. Auch hier dürfen die Punkte einer Karte nicht auf beide Bergsteiger aufgeteilt werden.
- Zelt aufschlagen: Einmalig im Spiel kann ein Bergsteiger auf dem Feld, auf dem er sich befindet, ein Zelt aufschlagen. Er zahlt dafür so viele Bewegungspunkte, wie er benötigen würde, dieses Feld zu betreten. Abwärtspunkte von Seilkarten dürfen dabei nicht verwendet werden. Das entsprechende Zelt wird auf das Spielfeld gestellt und bleibt dort bis zum Spielende, es kann von beiden Bergsteigern der gleichen Farbe genutzt werden.
- Risikomarker ausgleichen: Der Spieler, der am Anfang der Runde einen Risikomarker erhalten hat, muss diesen durch Bewegungs- oder Akklimatisierungspunkte ausgleichen. Hat er einen Risikomarker mit dem Wert 2, kann er diesen teilweise mit Bewegung und teilweise mit Akklimatisierung ausgleichen.

Die Wetterplättchen beeinflussen den Aufstieg. Dabei zeigt jedes Wetterplättchen das Wetter für die nächsten drei Tage in den verschiedenen Höhenlagen und dessen Effekt. Rote Werte zeigen dabei den Effekt auf die Akklimatisierung an, gelbe Werte die Anzahl von zusätzlich benötigten Bewegungspunkten.
Sind alle Aktionen der Spieler durchgeführt und abgerechnet, folgt die Akklimatisierungsprüfung. Dabei überprüfen die Spieler die Akklimatisierungseffekte ihrer beiden Bergsteiger und verrechnen sie auf der Spielertafel. Auf einem Feld mit guter Akklimatisierung (blauer Wert) rückt der Spieler den entsprechenden Wert vor, bei schlechter Akklimatisierung (roter Wert) wird der entsprechende Wert abgezogen. Befindet sich ein Bergsteiger auf einem Feld mit einem Zelt gleicher Farbe, bekommt er einen Akklimatisierungspunkt hinzu. Zuletzt wird auch noch der Wettereffekt entsprechend der Wetterkarte abgerechnet. Ein Bergsteiger kann maximal sechs Akklimatisierungspunkte haben, fällt sein Wert unter einen Punkt, stirbt er und wird vom Feld genommen; sein Pendant auf der Siegpunktleiste wird auf das unterste Feld zurückgestellt. Sollten die Spieler in der Variante mit den Rettungskarten spielen, kann eine solche genutzt werden, um einen Bergsteiger zu retten.
Zum Ende der Runde wird der Startspielermarker an den nächsten Spieler weitergegeben und der Wettermarker wird auf das nächste Feld der Wetteranzeige gesetzt. Wird das letzte Feld des linken Plättchens erreicht, wandert der Marker auf das rechte Plättchen, das auf das nicht mehr benötigte linke gelegt wird, wodurch das nächste Plättchen mit den folgenden drei Tagen sichtbar wird. Nach dem Versetzen des Wettermarkers ziehen die Spieler je drei Handkarten nach. Können sie keine Handkarten mehr ziehen, weil der Nachziehstapel leer ist, müssen sie in der nächsten Runde die verbliebenen drei Karten nutzen, bevor sie in der folgenden Runde den Ablagestapel mischen und wieder sechs Karten ziehen.

### Spielende und Auswertung
Das Spiel endet nach 18 Runden. Die letzte Runde beginnt, wenn der Wettermarker die letzte Position des letzten Wetterplättchens erreicht hat. Der Spieler, dessen Bergsteiger gemeinsam die höchste Siegpunktzahl haben, gewinnt das Spiel und bei einem Gleichstand ist der Spieler der Gewinner, dessen Bergsteiger als erster den Gipfel erreicht hat. Hat kein Spieler den Gipfel erreicht, gewinnen die am Gleichstand beteiligten Spieler gemeinsam.

## Entwicklung und Rezeption

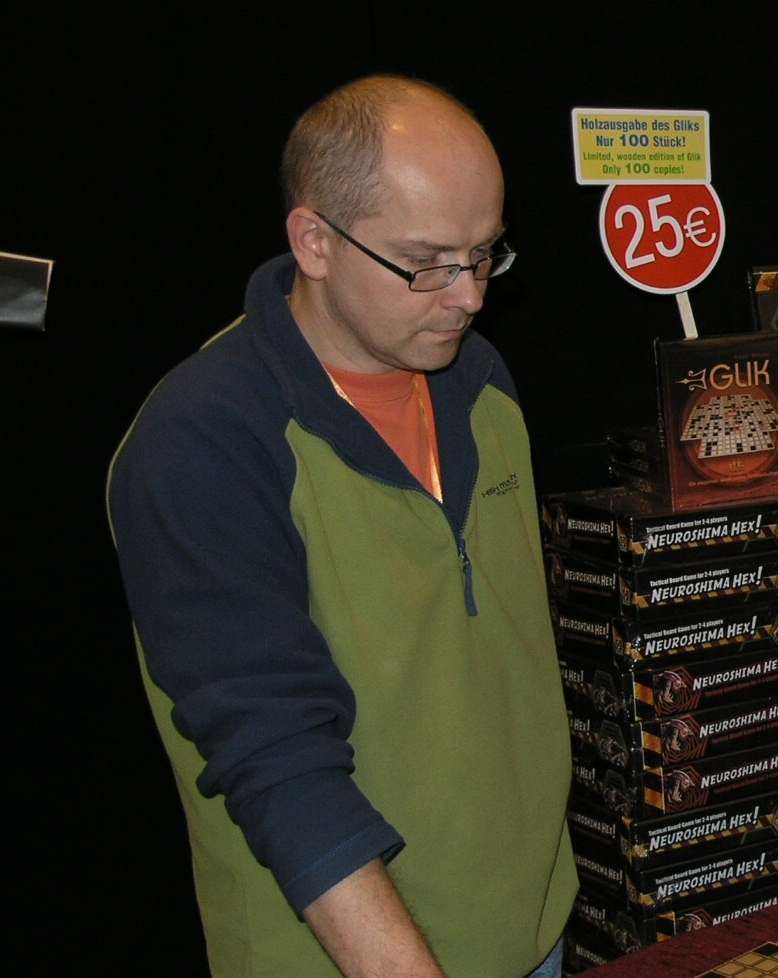
Adam Kałuża (2007)

Das Spiel K2 wurde von dem polnischen Spieleautor und Hobbybergsteiger Adam Kałuża entwickelt. Es erschien im Jahr 2010 bei dem Verlag Rebel Sp. z o.o. auf Polnisch und Englisch und wurde bei den Internationalen Spieltagen 2010 in Essen vorgestellt. 2011 wurde es in Lizenz von zahlreichen weiteren Verlagen international veröffentlicht. So erschien es auf Deutsch beim Heidelberger Spieleverlag, auf Niederländisch bei White Goblin Games, auf Ukrainisch bei IGAMES sowie auf Russisch bei Rebel. 2014 veröffentlichte Swan Panasia eine Version auf Chinesisch und 2015 Ediciones MasQueOca eine Version auf Spanisch und Portugiesisch.
2011 wurde das Spiel sowohl für den International Gamers Award in der Kategorie Mehrspieler-Strategiespiele als auch für den Niederländischen Spielepreis nominiert, 2012 erfolgte eine Nominierung für das Kennerspiel des Jahres. Die Jury zum Kennerspiel des Jahres begründete die Nominierung wie folgt:

„K2 ist nicht nur ein Brettspiel, sondern es kommt bereits einer Simulation nahe. Die realistische und konsequente Umsetzung des Bergsteiger-Szenarios mit Wettereinflüssen und anderen Unwägbarkeiten sorgt dafür, dass die Dramatik eines Gipfelsturms auf mehr als 8000 Meter Höhe für die Spieler spürbar wird. Die Kletterer verzweifeln, bangen, jubeln. Ein Wechselbad der Gefühle, das vor der Kulisse eines imposanten Bergmassivs stets bis zum Ende spannend bleibt.“

2011 erschien mit K2: Broad Peak die erste Erweiterung für das Spiel. Sie enthält einen weiteren doppelseitigen Spielplan und weiteres Spielmaterial, mit dem die Spieler den Broad Peak als weiteren Gipfel erklettern können. Die 2012 erschienene Mini-Erweiterung K2: Lawina erschien auf Polnisch und Spanisch und enthält vier weitere Wetterplättchen mit Lawinengefahr. 2018 erschien eine weitere Erweiterung mit dem Titel K2: Lhotse, bei dem mit dem Lhotse ein weiterer Gipfel erklommen werden kann.

## Belege
1. 1 2 3 4 5 6 7 8  Spielregeln K2, Rebel 2011
2. ↑  Versionen von K2 in der Spieledatenbank BoardGameGeek (englisch); abgerufen am 26. Mai 2022.
3. 1 2  K2 auf der Website des Spiel des Jahres e.V.; abgerufen am 26. Mai 2022.
4. ↑  K2: Broad Peak in der Spieledatenbank BoardGameGeek (englisch); abgerufen am 26. Mai 2022.
5. ↑  K2: The Avalanche in der Spieledatenbank BoardGameGeek (englisch); abgerufen am 26. Mai 2022.
6. ↑  K2: Lhotse in der Spieledatenbank BoardGameGeek (englisch); abgerufen am 26. Mai 2022.